# Niekazanice
Niekazanice (ɲɛkazaˈnit͡sɛ) est un village du Gmina de Branice, dans le powiat de Głubczyce, au sein de la Voïvodie d'Opole au sud-ouest de la Pologne, près de la frontière tchèque.
Il se situe à environ 5 km à l'est de Branice, 18 km au sud de Głubczyce et 69 km au sud de la capitale régionale, Opole.
Avant 1945, ce territoire faisait partie de l'Allemagne.